# Heerhugowaard
Heerhugowaard (anhörenⓘ) (westfriesisch Heregeweard oder De Waard, niedersächsisch Heerhugoweerd) ist eine ehemalige Gemeinde in West-Friesland in der niederländischen Provinz Nordholland. Die Fläche der Gemeinde betrug rund 40 km², davon sind 1,71 km² Wasser. Sie hatte 58.389 Einwohner (Stand 1. Januar 2021). Seit dem 1. Januar 2022 ist sie Teil der neuen Gemeinde Dijk en Waard.
Die Gemeinde bestand aus dem Ort gleichen Namens und einigen kleinen Ortschaften.

## Lage und Wirtschaft
Heerhugowaard liegt in einem Polder, der im 17. Jahrhundert trockengelegt wurde. Der Ort hat eine Station (Bahnhof Heerhugowaard) an der Verzweigung der Eisenbahnlinien Alkmaar–Den Helder und Alkmaar–Hoorn.
Wie auch die westliche Nachbargemeinde Langedijk ist sie ein Vorort des rund acht Kilometer südwestlich gelegenen Alkmaar, mit dem Heerhugowaard mittlerweile vollständig zusammengewachsen ist.
In Heerhugowaard gibt es große Wohnviertel, wo sich nach etwa 1970 in Alkmaar oder beim Hochofenbetrieb von Velsen arbeitende Pendler angesiedelt haben. An der Eisenbahn liegt ein Gewerbegebiet, wo hauptsächlich kleinere Betriebe vieler Wirtschaftszweige ihren Sitz haben. Auch gibt es noch etwas Landwirtschaft.

## Geschichte
Das sumpfige, aber fruchtbare Moorgebiet, in dem Ort jetzt liegt, lief im Mittelalter allmählich unter das immer aufdringende Wasser. Mönche der Egmonder Abtei fingen 1248 mit dem Bau von Deichen an, um die Ausbreitung der Seen zu verhindern. Es kam zwischen 1250 und etwa 1550 ein langer, aber nicht überall sicherer Deich zwischen Alkmaar, Hoorn, Enkhuizen, Medemblik, Schagen zustande: der Westfriese Omringdijk (Westfriesische Umkreisdeich).
Im Achtzigjährigen Krieg half sogar der spanische Feind mit, die Deiche durch Wartungsmaßnahmen und -Vorschriften instand zu halten. Trotzdem brach der Deich südlich von Heerhugowaard, wo sich damals ein See befand, einige Male durch.
Zwischen 1627 und 1631 wurde dieser eingepoldert, aber die Stifter, unter denen die reichen Alkmaarer Regenten Floris van Teylingen und Nanning van Foreest, mussten feststellen, dass das neu gewonnene Land nicht den erhofften großen Ertrag bot; es war von verhältnismäßig schlechter Qualität. Erst 1866 wurde der „Middenweg“, jene schnurgerade Straße, die jeden Polder in Nordholland mittendurch schneidet, mit Steinen belegt. Durch bessere Düngung verbesserte sich die Lage der Ackerbauer. Erst nach etwa 1960 entwickelte sich das Bauerndorf zur heutigen Vorstadt von Alkmaar.

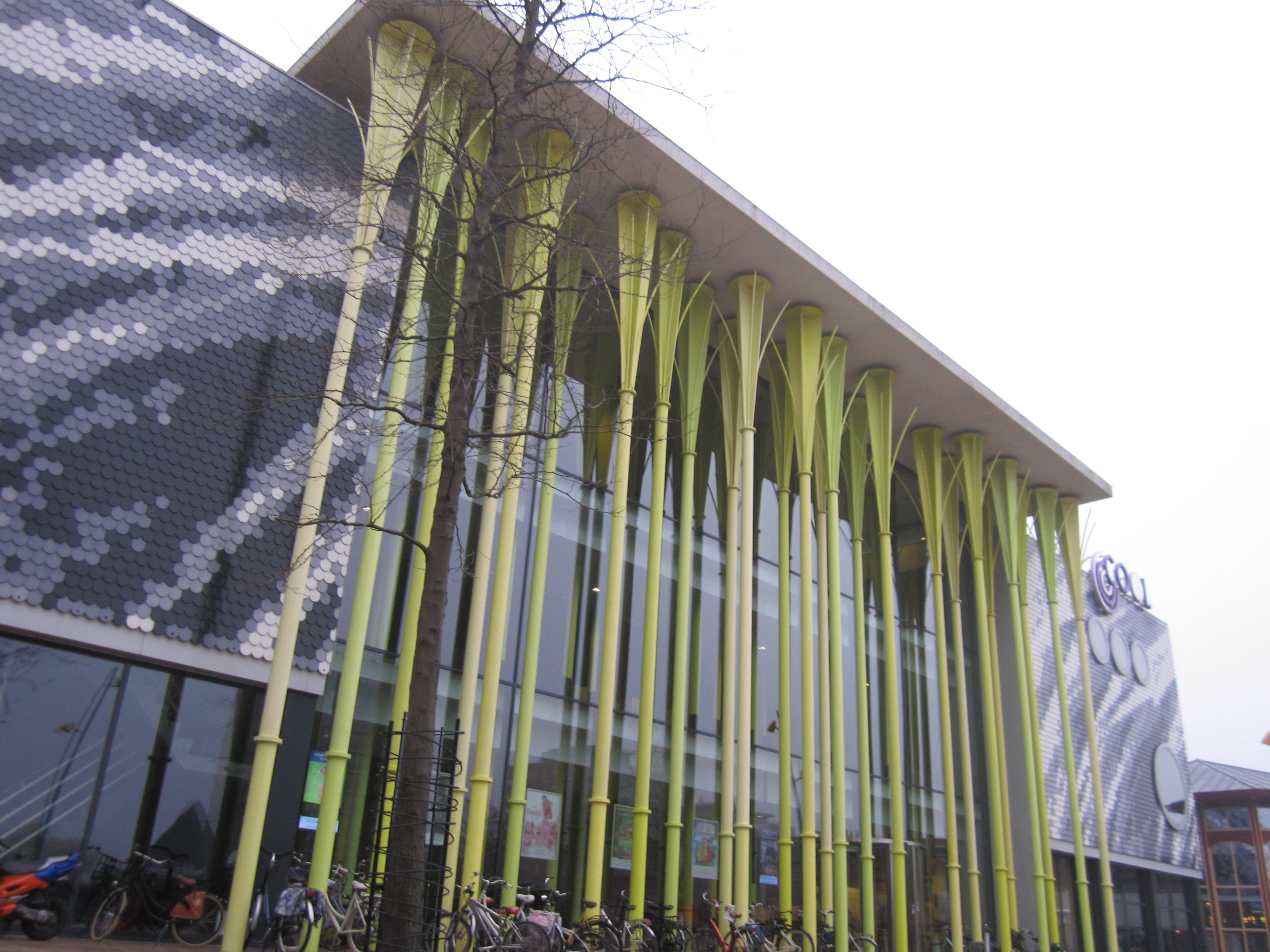
Kunst- und Kulturzentrum "COOL" in Heerhugowaard

## Politik

### Gemeindeauflösung
Die Gemeinde Heerhugowaard ging zum 1. Januar 2022 gemeinsam mit Langedijk in die neue Gemeinde Dijk en Waard auf.

### Sitzverteilung im Gemeinderat
Die Kommunalwahlen vom 21. März 2018 ergaben folgende Sitzverteilung:
| Partei                                | Sitze | Sitze | Sitze | Sitze |
| Partei                                | 2006  | 2010  | 2014  | 2018  |
| ------------------------------------- | ----- | ----- | ----- | ----- |
| Heerhugowaardse Onafhankelijke Partij | 3     | 5     | 5     | 7     |
| Senioren HHW                          | —     | —     | 3     | 5     |
| VVD                                   | 5     | 5     | 4     | 5     |
| CDA                                   | 4     | 3     | 4     | 4     |
| D66                                   | 0     | 2     | 3     | 3     |
| GroenLinks                            | 2     | 3     | 1     | 2     |
| Nederland Duurzaam                    | —     | —     | 1     | 2     |
| PvdA                                  | 7     | 4     | 3     | 2     |
| ChristenUnie                          | 1     | 1     | 1     | 1     |
| PP Recht & Eerlijk                    | —     | —     | —     | 0     |
| Partij voor Iedereen                  | —     | —     | —     | 0     |
| SP                                    | —     | —     | 3     | —     |
| Burgerbelang                          | 7     | 5     | 3     | —     |
| TROTS                                 | —     | 1     | 0     | —     |
| Verenigde Senioren Partij             | —     | 2     | —     | —     |
| Gesamt                                | 29    | 31    | 31    | 31    |

### Bürgermeister
Seit dem 20. Februar 2017 ist Bert Blase (PvdA) kommissarischer Bürgermeister der Gemeinde. Zu seinem Kollegium zählen die Beigeordneten Leo Dickhoff (Heerhugowaardse Onafhankelijke Partij), Gido Oude Kotte (CDA), Monique Stam-de Nijs (VVD) sowie der Gemeindesekretär Alexander Meijer.

### Städtepartnerschaft
- Kalisz, Polen

## Sehenswürdigkeiten
Heerhugowaard hat einige Kirchen. Dem Erholungsbedarf wurde durch die Schaffung zweier Naherholungsgebiete entgegengekommen: Geestmer Ambacht und Blaue Loper, beide um künstliche Seen herum. Man kann dort surfen, schwimmen, angeln, rudern usw.

## Söhne und Töchter der Gemeinde
- Monique van der Lee (* 1973), Judoka
- Robin Korving (* 1974), Leichtathlet
- Stefanie van der Gragt (* 1992), Fußballnationalspielerin
- Tess Lieder (* 1993), Handballnationalspielerin
- Tony van Diepen (* 1996), Leichtathlet
- Delaila Amega (* 1997), Handballnationalspielerin
- Bo van Wetering (* 1999), Handballspielerin